# Antonio y Cleopatra

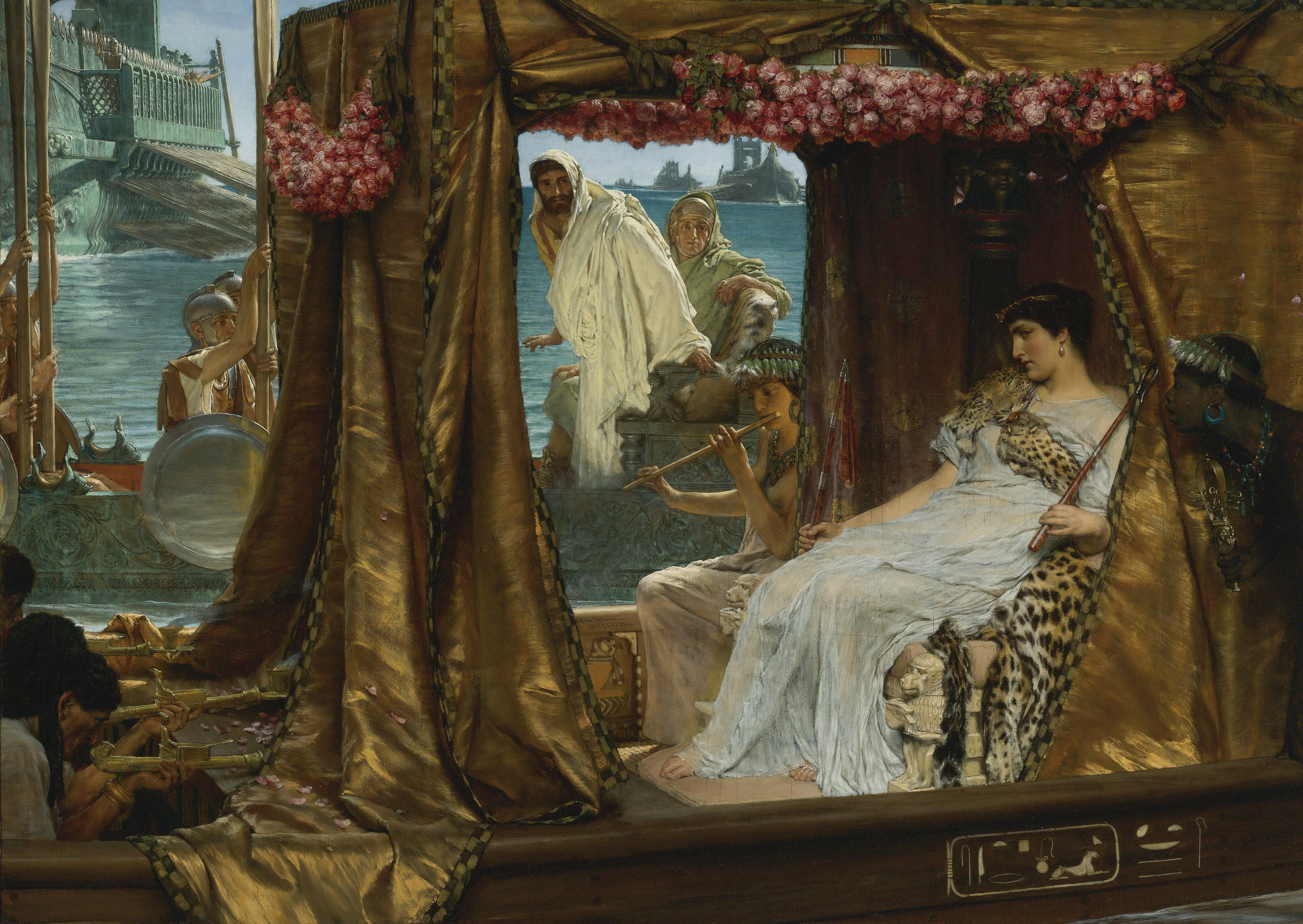
Antonio y Cleopatra, por Lawrence Alma-Tadema.

Antonio y Cleopatra (Antony and Cleopatra) es una tragedia histórica en cinco actos del escritor William Shakespeare, escrita en 1606, representada por primera vez en 1607 o 1608 y publicada en la edición conocida como First Folio, en 1623. 
La mayor parte de los estudiosos creen que se escribió en 1606–1607, sin embargo algunos investigadores argumentan que probablemente fue anterior, sobre 1603–1604.
La obra, basada en la traducción que Thomas North hizo de la obra de Plutarco Vida de Marco Antonio, muestra la relación entre Cleopatra y Marco Antonio desde la época de la campaña parta hasta el suicidio de Cleopatra. El principal antagonista de Antonio y Cleopatra es Octavio César, compañero de triunvirato de Antonio y futuro primer emperador de Roma. La tragedia es una obra romana caracterizada por rápidos cambios panorámicos en localizaciones geográficas y en registros, alternando entre la sensual e imaginativa Alejandría y la más pragmática y austera Roma.
Muchos consideran que el papel de Cleopatra en esta obra es uno de los más complejos personajes femeninos en la obra de Shakespeare. Es frecuentemente vana e histriónica, haciendo que los lectores casi se burlen, pero al mismo tiempo, Shakespeare se esfuerza por investirla, a ella y a Antonio, con una trágica grandeza. Estos rasgos contradictorios han llevado a división de opiniones dentro de la crítica.
La fuente principal para el argumento de la obra es la Vida de Marco Antonio, una de las Vidas paralelas de Plutarco, en la traducción al inglés publicada por Sir Thomas North en 1579. Muchas de las frases de la obra de Shakespeare repiten literalmente el texto de North, incluyen la famosa descripción que Enobarbo hace de la barcaza de Cleopatra, comenzando "La barcaza en la que ella se sentaba, como un trono bruñido / ardía sobre el agua". Sin embargo, Shakespeare añade también escenas, incluyendo muchas que retratan la vida cotidiana de Cleopatra, y el papel de Enobarbo está muy desarrollado. Los hechos históricos a veces se cambian, en la obra de Plutarco la derrota final de Antonio ocurrió muchas semanas después de la batalla de Accio y Octavia tuvo hijos con Antonio, y lo sobrevivió por varios años.

## Texto
Marco Antonio y Cleopatra fue registrado en el Stationers' Register (una forma primitiva de copyright para obras impresas) en mayo de 1608, pero no parece que realmente se imprimiera hasta la publicación del First Folio en 1623. El Folio es por lo tanto el único texto canónico que se conserva en la actualidad. Algunos estudiosos de Shakespeare especulan que deriva de la propia mano de Shakespeare, o "papeles defectuosos", pues contiene pequeños errores en dirección de escena que se piensa que son característicos del autor en el proceso de composición.

## Estructura
Las ediciones modernas dividen la obra en los convencionales cinco actos, pero como en la mayor parte de sus obras anteriores, Shakespeare no creó estas divisiones en actos. Su obra se articula en cuarenta "escenas" separadas, más de las que usó en cualquier otra obra. Incluso "escenas" puede ser término inapropiado, pues los cambios entre ellas son a menudo muy fluidos, casi como un montaje. Se necesitan tantas escenas porque la acción se mueve con frecuencia de Alejandría a Italia, Mesina en Sicilia, Siria, Atenas y otras partes de Egipto y el Imperio romano. La obra contiene treinta y cuatro personajes hablados, bastante típico para una obra de Shakespeare de semejante escala épica.

## Sinopsis
Marco Antonio –uno de los triunviros de Roma, junto a Octavio César y Lépido– abandonó sus deberes como soldado después de ser seducido por la reina de Egipto, Cleopatra. Ignoró los problemas domésticos de Roma, incluyendo el hecho de que su esposa, Fulvia, se rebeló contra Octavio y luego murió.
Octavio llama a Antonio a Roma desde Alejandría para ayudarle a luchar contra Pompeyo (Sexto Pompeyo), Menecrates, y Menas, tres destacados piratas del mar Mediterráneo. En Alejandría Cleopatra ruega a Antonio que no se vaya, y aunque él repetidamente afirma su amor por ella, al final él se marcha.
De vuelta a Roma, Agripa sugiere que Antonio se case con Octavia, la hermana de Octavio César, para fortalecer el lazo entre los dos hombres. El teniente de Antonio, Enobarbo, sin embargo, sabe que Octavia nunca podrá satisfacerle después de Cleopatra. En un famoso pasaje, él describe los encantos de Cleopatra en términos paradójicos: "La edad no puede marchitarla, ni la costumbre hace rancia / Su infinita variedad: otras mujeres hartan / Los apetitos que ellas alimentan, pero ella provoca más hambre / Cuanto más satisface".
Un adivino advierte a Antonio que él perderá si alguna vez intenta combatir a Octavio.
En Egipto, Cleopatra conoce el matrimonio de Antonio, y se venga en el mensajero que le trae la noticia. Sólo se alegra cuando sus cortesanos le aseguran que Octavia es poco atractiva según los estándares isabelinos: baja, estrecha la frente, cara redonda y con mal pelo. 
En una lucha, los triunviros parlamentan con Pompeyo, y le ofrecen una tregua. Él retendrá Sicilia y Cerdeña, pero debe ayudarles a "limpiar el mar de piratas" y enviarles tributos. Después de cierta duda, Pompeyo accede. Se lanzan a una celebración alcohólica en la galera de Pompeyo. Menas sugiere a Pompeyo que mate a los tres triunviros y se haga el gobernante de Roma, pero él lo rechaza, por considerarlo deshonroso. Más tarde, Octavio y Lépido rompen su tregua con Pompeyo y le hacen la guerra. Antonio no aprueba esto, y se enfurece.
Antonio regresa a Alejandría; él y Cleopatra se coronan como gobernantes de Egipto y el tercio oriental del Imperio romano (que era la parte de Antonio como triunviro). Acusa a Octavio de no darle la parte que le corresponde en las tierras de Pompeyo, y está enfadado porque Lépido, a quien Octavio ha aprisionado, ha quedado fuera del triunvirato. Octavio accede a la primera demanda, pero por lo demás están muy descontento con lo que Antonio ha hecho.
Antonio se prepara para enfrentarse a Octavio en batalla. Enobarbo insta a Antonio para que luche por tierra, dado que allí es más fuerte, y no por mar, pues la armada de Octavio es más ligera, más móvil y está mejor manejada. Antonio rechaza esta posibilidad, pues Octavio lo ha desafiado a combatir en el mar. Cleopatra le promete que su flota le ayudará. Sin embargo, en mitad de la batalla, Cleopatra huye con sus sesenta navíos, y Antonio la sigue, dejando que su ejército quede perdido. Avergonzado de lo que ha hecho por amor a Cleopatra, Antonio la reprocha que haya hecho de él un cobarde, pero también pone su amor por encima de todo, diciendo "Dame un beso; incluso esto me compensa".
Octavio envía un mensajero para pedir a Cleopatra que entregue a Antonio y se pase a su lado. Ella duda, y coquetea con el mensajero, cuando Antonio aparece y enfadado denuncia su comportamiento. Hace que azoten al mensajero. Con el tiempo, perdona a Cleopatra, y se compromete a luchar otra batalla por ella, esta vez en tierra.
La víspera de la batalla, los soldados de Antonio oyen extraños portentos, que interpretan en el sentido de que el dios Hércules ha abandonando a Antonio. El propio Enobarbo, teniente de Antonio desde hace mucho tiempo, lo abandona y se pasa al lado de Octavio. En lugar de confiscar los bienes de Enobarbo, Antonio ordena que se los lleven. Enobarbo queda tan abrumado por la generosidad de Antonio, y tan avergonzado de su propia deslealtad, que se muere con el corazón roto.
La batalla va bien para Antonio, hasta que Octavio la convierte en una batalla marítima. Nuevamente, Antonio pierde, pues su flota se rinde, y él acusa a Cleopatra: "Esta falsa egipcia me ha traicionado". Decide matarla por su traición. Cleopatra decide que la única manera de volver a lograr el amor de Antonio es enviarle un recado de que ella se ha suicidado, muriendo con su nombre en los labios. Ella se encierra en su monumento, y espera el regreso de Antonio.
El plan de Cleopatra fracasa: Antonio no se apresura, carcomido por el remordimiento, a ir a ver a su "muerta" Cleopatra, sino que decide que su propia vida ya no merece la pena. Pide a uno de sus ayudantes, Eros, que lo atraviese con una espada, pero Eros no soporta hacer eso, y se mata a sí mismo. Antonio admira el coraje de Eros e intenta hacer lo mismo, pero solo consigue herirse. Con gran dolor, sabe entonces que Cleopatra aún vive. Le llevan en parihuelas hasta ella, que está en su monumento, y muere en sus brazos.
Octavio intenta convencer a Cleopatra para que se rinda. Pero ella lo rechaza enojada, pues no imagina nada peor que ser llevada en triunfo en las calles de Roma, con fama de malvada durante los siglos venideros. Se imagina que "los rápidos comediantes / Extemporáneamente nos representarán, y presentarán / Nuestros entretenimientos alejandrinos: Antonio / Será representado borracho, y yo veré / A algún chillón joven hacer de la grandeza de Cleopatra / la postura de una prostituta." Este discurso está lleno de ironía dramática, porque en tiempos de Shakespeare Cleopatra realmente era interpretada por un "joven chillón", y la obra de Shakespeare representa los entretenimientos borrachos de Antonio.
Cleopatra decide suicidarse, usando el veneno de un áspid. Muere serenamente y en éxtasis, imaginándose cómo se encontrará de nuevo con Antonio después de la muerte. Sus doncellas, Iras y Charmian, también se suicidan. Octavio descubre los cuerpos muertos y experimenta emociones encontradas. Las muertes de Antonio y Cleopatra le dejan el camino libre para ser el primer emperador romano, pero también siente cierta simpatía hacia ellos: "Ella será enterrada junto a su Antonio. / Ninguna tumba sobre la tierra tendrá dentro de sí / Una pareja tan famosa". Ordena un funeral militar público.

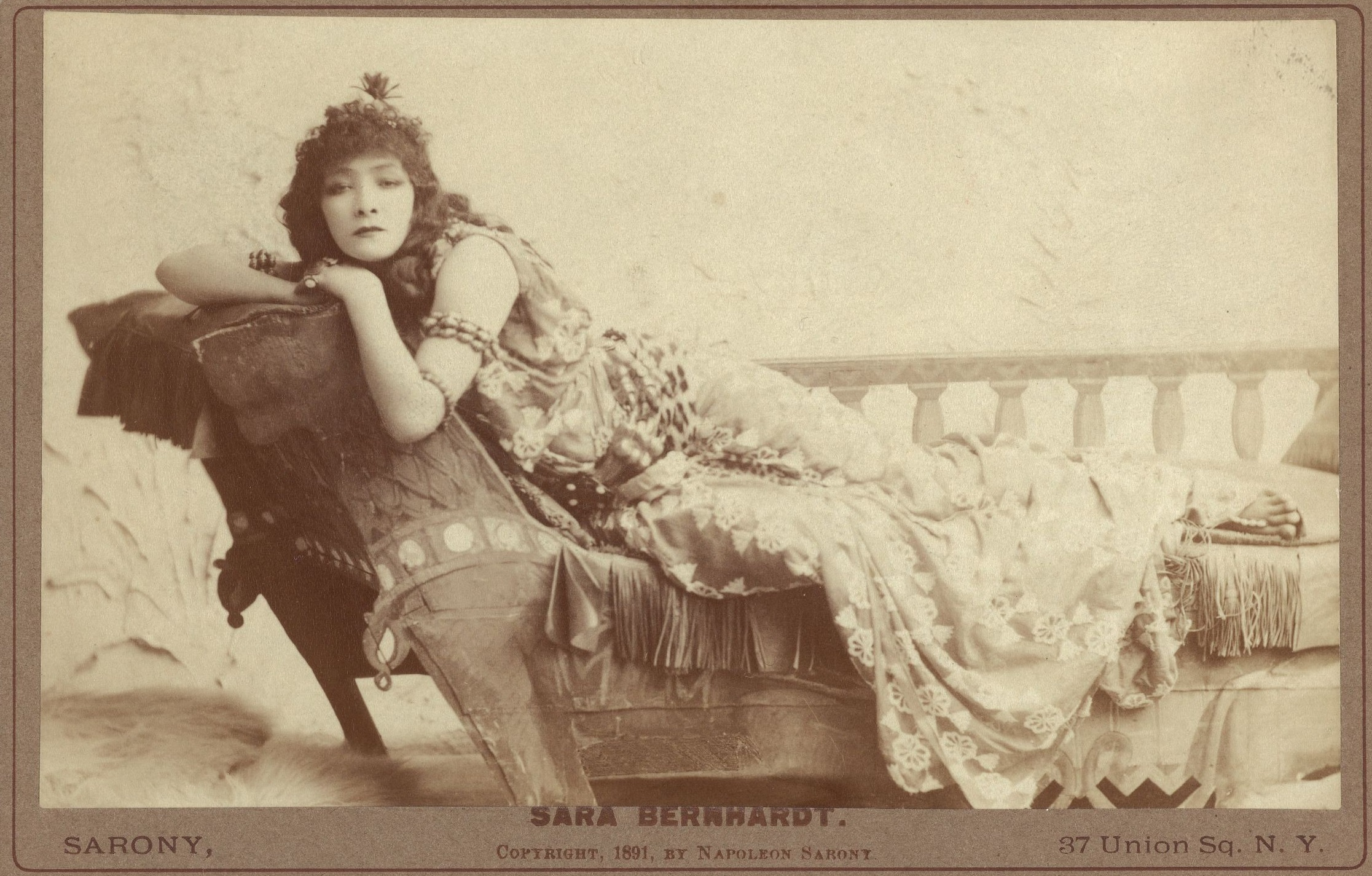
Sarah Bernhardt en el papel de Cleopatra (1891)

## Personajes
- Antonio, triunviro
- César Octavio, triunviro
- Lépido, triunviro
- Sexto Pompeyo
- Enobarbo, amigo de Antonio
- Ventidio, amigo de Antonio
- Eros, amigo de Antonio
- Scaro, amigo de Antonio
- Dercete, amigo de Antonio
- Demetrio, amigo de Antonio
- Filone, amigo de Antonio
- Mecenas, amigo de César Octavio
- Agripa, amigo de César Octavio
- Dolabela, amigo de César Octavio
- Proculeyo, amigo de César Octavio
- Tireo, amigo de César Octavio
- Gallo, amigo de César Octavio
- Menas, amigo de Sexto Pompeyo
- Menecrate, amigo de Sexto Pompeyo
- Varrio, amigo de Sexto Pompeyo
- Tauro, lugarteniente de César Octavio
- Canidio, lugarteniente de Antonio
- Silio, oficial del ejército de Ventidio
- Eufronio, embajador de Antonio y César Octavio
- Alessa, en el séquito de Cleopatra
- Mardiano, eunuco
- Seleuco, tesorero
- Diomede, en el séquito de Cleopatra
- Cleopatra, reina de Egipto
- Octavia, hermana de César Octavio y esposa de Antonio
- Charmian e Iras, doncellas de Cleopatra
- Un adivino
- Un campesino
- Oficiales, Soldados, Mensajeros

## Valoración de la crítica
Los estudiosos de la obra intentan llegar a conclusiones sobre la naturaleza ambivalente de muchos de los personajes. ¿Son Antonio y Cleopatra verdaderos héroes trágicos, o se dejan llevar tanto por sus defectos y son tan risibles que no pueden ser trágicos? ¿Es la suya una relación amorosa o se trata sólo de lujuria? ¿Es su pasión completamente destructiva, o muestra también elementos de trascendencia? ¿Cleopatra se suicida por amor a Antonio o porque ha perdido el poder político?
El César Octavio es otro personaje ambivalente, que puede verse como un gobernante bueno y noble, que sólo desea lo que correcto para Roma, o como un político cruel y despiadado.

## Producciones para escena y adaptaciones a la pantalla

### Producciones teatrales seleccionadas
- 1931, John Gielgud como Antonio y Ralph Richardson como Enobarbo en el Teatro Old Vic.
- 1937: Conway Tearle como Antonio y Tallulah Bankhead como Cleopatra en el Mansfield Theatre, de Broadway.
- 1947, Katharine Cornell ganó un Premio Tony por su interpretación en Broadway de Cleopatra frente al Antonio de Godfrey Tearle. Se mantuvo durante 126 representaciones, la más larga de las representaciones en Broadway de esta obra.
- 1951, Laurence Olivier como Antonio y Vivien Leigh como Cleopatra en una producción que interpretaban en el repertorio con la obra de George Bernard Shaw César y Cleopatra en el Teatro St. James y más tarde en Broadway.
- 1953, Michael Redgrave interpretó a Antonio y Peggy Ashcroft a Cleopatra en el Shakespeare Memorial Theatre.
- 1986, Timothy Dalton y Vanessa Redgrave en los roles titulares en el Clwyd Theatr Cymru y Teatro Haymarket.
- 1999, Alan Bates y Frances de la Tour en los roles titulares, Guy Henry como Octavio (también David Oyelowo) en la Royal Shakespeare Company.
- 2006, Patrick Stewart y Harriet Walter en los papeles titulares en la Royal Shakespeare Company.
- 2014, Clive Wood y Eve Best en los papeles titulares en Shakespeare's Globe, London.

### Películas
- Antony and Cleopatra, 1972, dirigida y protagonizada por Charlton Heston como Antonio, Hildegarde Neil como Cleopatra y también Eric Porter como Enobarbo y Carmen Sevilla como Octavia.
- Antony & Cleopatra, 1974, una producción para televisión de la versión escénica de Trevor Nunn interpretada por la Royal Shakespeare Company de Londres. Esta versión se emitió en los Estados Unidos con gran éxito en 1975. La protagonizan Janet Suzman (Cleopatra), Richard Johnson (Antonio), y Patrick Stewart (Enobarbo).
- Antony & Cleopatra, 1981, una película para televisión hecha como parte de la serie BBC Shakespeare. Con Colin Blakely (Antonio) y Jane Lapotaire (Cleopatra).
- Antony and Cleopatra, 1983, una película para televisión. Con Timothy Dalton (Antonio) y Lynn Redgrave (Cleopatra).

## Antonio y Cleopatraen español
La obra se tradujo por primera vez al español en 1871 por Francisco Nacente, si bien no directamente del original, sino de su versión en francés. La primera traducción directa habría de esperar once años, y la realizó Guillermo Mcpherson. Traducciones posteriores son las de Eugenio Sellés, que publicó Cleopatra en 1898 con escenas de la obra, Cipriano Montoliú (1908), Martínez Lafuente (1917), José María Valverde (1967) y Enrique Llovet (1980).
La obra se ha representado en diversas ocasiones, pudiendo destacarse la dirigida por José Tamayo en el Festival de Mérida en 1980, con interpretación de José Luis Pellicena, Massiel, Miguel Palenzuela, Manuel Gallardo, Alfonso Godá e Ignacio de Paúl. En el mismo escenario, 16 años después se realizó un nuevo montaje a cargo de José Carlos Plaza, interpretado por Chema Muñoz y Magüi Mira.
En 2021 se publica una nueva versión de Vicente Molina Foix, y es representada en el Festival de Teatro Clásico de Almagro y en el Festival Internacional de Teatro Clásico de Mérida por la CNTC, haciendo de Antonio el actor Lluís Homar y de Cleopatra la actriz Ana Belén, dirigido el montaje por José Carlos Plaza. El montaje abre la temporada del Teatro de la Comedia de Madrid.

## Influencia
La obra de John Dryden Todo por amor estaba muy influida por el tratamiento que dio Shakespeare al tema.